# Vellinge landskommun
Vellinge landskommun var en kommun i dåvarande Malmöhus län.

## Administrativ historik
När 1862 års kommunalförordningar trädde i kraft inrättades över hela landet cirka 2 400 landskommuner.
I Vellinge socken i Skytts härad i Skåne inrättades då denna kommun. 2 oktober 1908 inrättades Vellinge municipalsamhälle som sedan upplöstes 31 december 1954. 
Vid kommunreformen 1952 bildade den storkommun genom sammanläggning med de förutvarande kommunerna Eskilstorp, Hököpinge och Gessie (dessa tre från Oxie härad). 
Den ombildades 1971 till Vellinge kommun.
Kommunkoden 1952-1970 var 1233.

### Kyrklig tillhörighet
I kyrkligt hänseende tillhörde kommunen Vellinge församling. Den 1 januari 1952 tillkom församlingarna Eskilstorp, Gessie och Hököpinge.

## Geografi
Vellinge landskommun omfattade den 1 januari 1952 en areal av 42,06 km², varav 41,85 km² land.

### Tätorter i kommunen 1960
| Tätort    | Folkmängd |
| --------- | --------- |
| Vellinge  | 1 605     |
| Hököpinge | 440       |

Tätortsgraden i kommunen var den 1 november 1960 61,2 procent.

## Politik

### Mandatfördelning i valen 1938-1966
| 10 | 9 | 1 |

| 20 |

| 10 | 10 |

| 19 |

| 1 | 9 | 10 |

| 19 |

| 19 | 7 | 5 | 4 |

| 32 |

| 18 | 5 | 5 | 7 |

| 30 | 5 |

| 17 | 7 | 3 | 8 |

| 30 | 5 |

| 19 | 6 | 4 | 6 |

| 31 |

| 18 | 7 | 5 | 5 |

| 29 | 6 |